# Mierki
Mierki (deutsch Mörken) ist ein Dorf in der polnischen Woiwodschaft Ermland-Masuren. Es gehört zur Gmina Olsztynek (Stadt- und Landgemeinde Hohenstein i. Ostpr.) im Powiat Olsztyński (Kreis Allenstein).

## Geographische Lage
Mierki liegt im südlichen Westen der Woiwodschaft Ermland-Masuren, 27 Kilometer südöstlich der früheren Kreisstadt Osterode in Ostpreußen (polnisch Ostróda) bzw. 23 Kilometer südwestlich der heutigen Kreismetropole und Woiwodschaftshauptstadt Olsztyn (deutsch Allenstein).

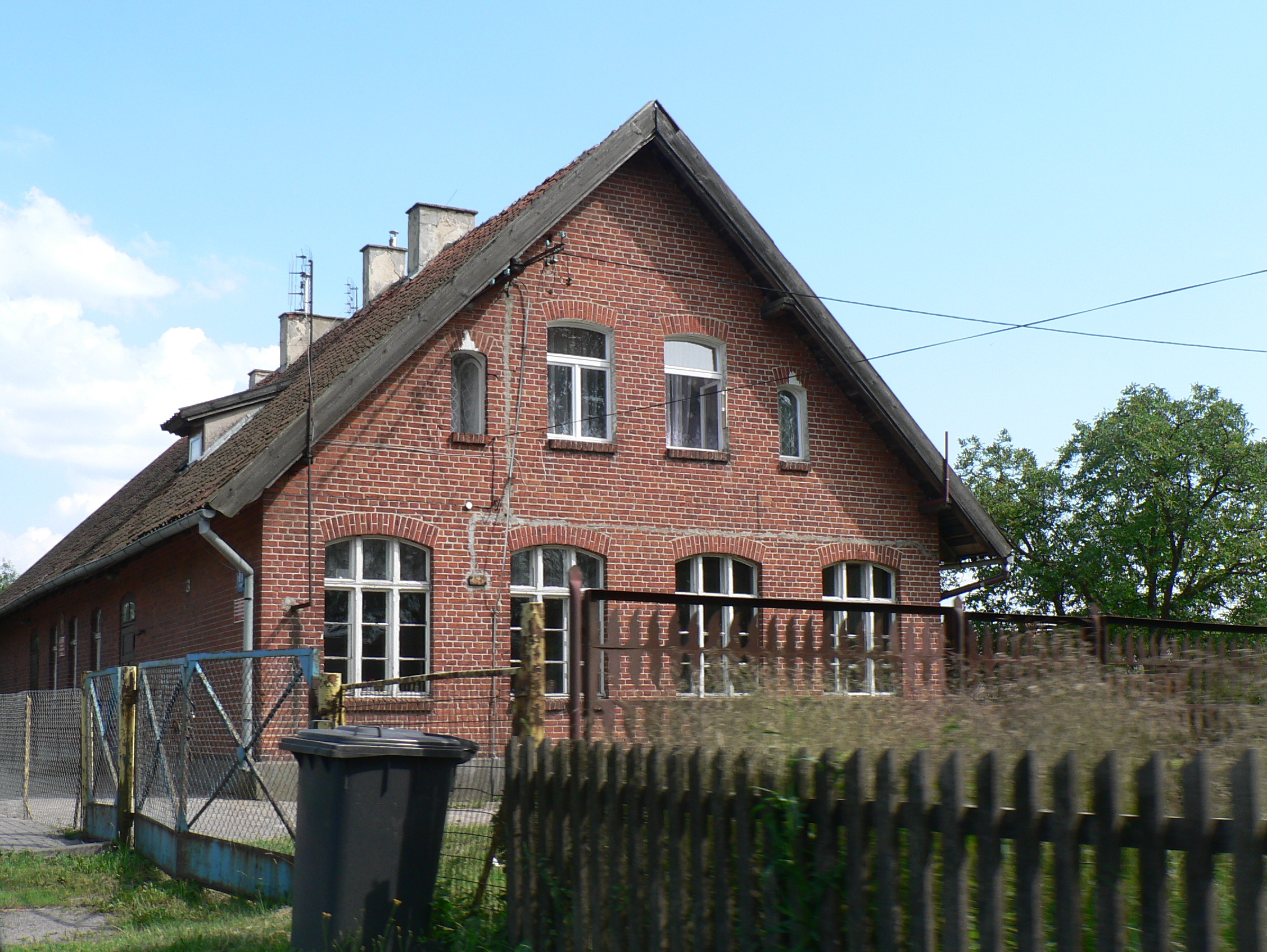
Die Schule in Mierki

## Geschichte
Merko wurde 1343 erstmals urkundlich erwähnt. Das Dorf wurde nach 1410 Merkaw und nach 1437 Merken genannt. 1874 wurde die Landgemeinde Mörken in den neu errichteten Amtsbezirk Hohenstein i.Ostpr.-Land (polnisch: Olsztynek) im Kreis Osterode in Ostpreußen integriert, zu dem das Dorf bis 1945 gehörte.
579 Einwohner waren im Jahre 1910 in Mörken registriert. Ihre Zahl stieg bis 1933 auf 588 und belief sich 1939 auf 556.
Aufgrund der Bestimmungen des Versailler Vertrags stimmte die Bevölkerung in den Volksabstimmungen in Ost- und Westpreußen am 11. Juli 1920 über die weitere staatliche Zugehörigkeit zu Ostpreußen (und damit zu Deutschland) oder den Anschluss an Polen ab. In Mörken stimmten 340 Einwohner für den Verbleib bei Ostpreußen, auf Polen entfielen 40 Stimmen.
In Kriegsfolge kam 1945 das gesamte südliche Ostpreußen zu Polen. Mörken erhielt die polnische Namensform „Mierki“ und ist heute als auch für den Nachbarort Kołatek (Schlagamühle) zuständiges Schulzenamt (polnisch Sołectwo) eine Ortschaft im Verbund der Stadt- und Landgemeinde Olsztynek (Hohenstein i. Ostpr.) im Powiat Olsztyński (Kreis Allenstein), bis 1998 der Woiwodschaft Olsztyn, seither der Woiwodschaft Ermland-Masuren mit Sitz in Olsztyn (Allenstein) zugehörig.

## Kirche

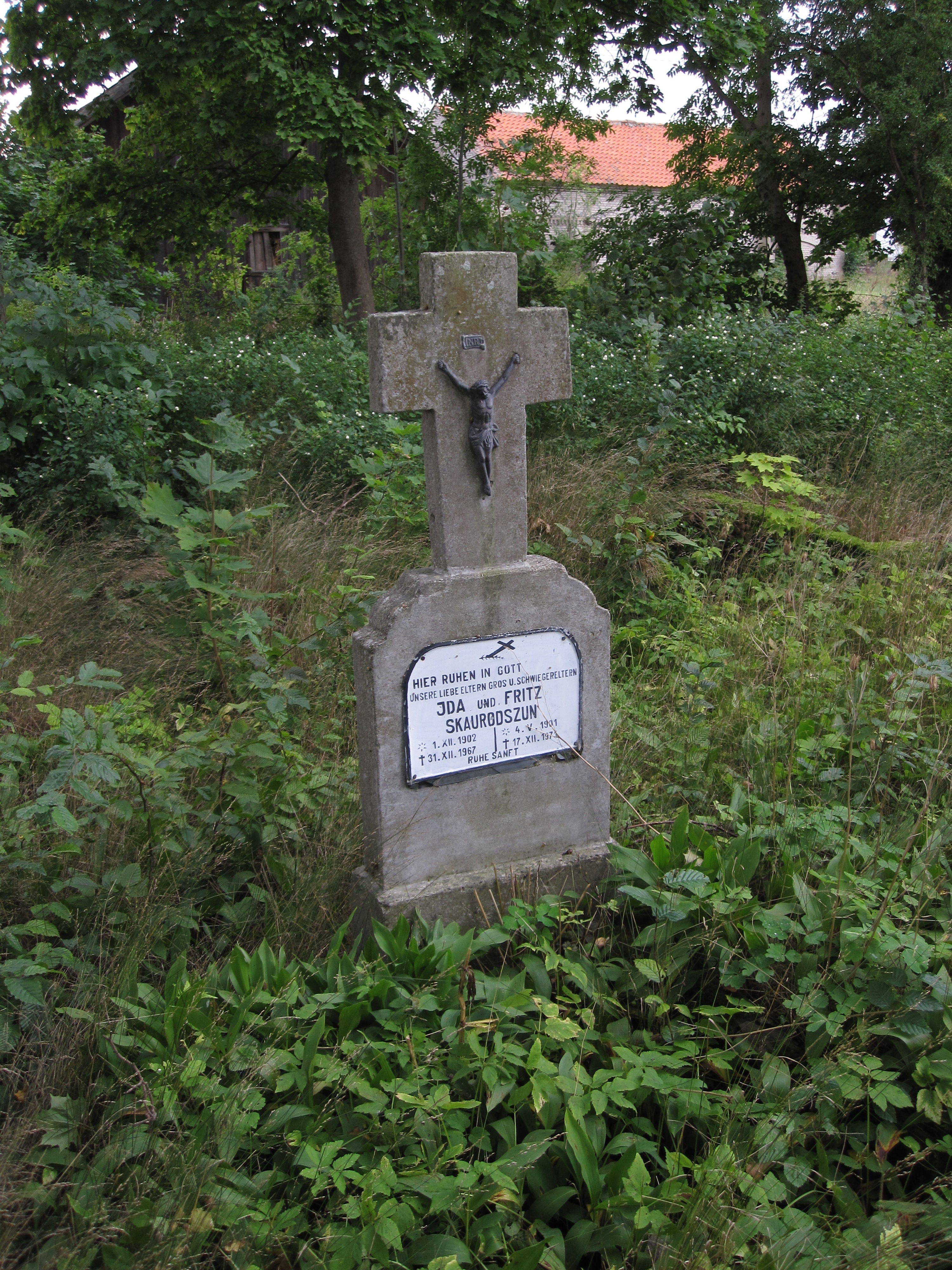
Grabstelle auf dem alten evangelischen Friedhof in Mierki

Bis 1945 war Mörken in die evangelische Pfarrkirche Hohenstein (Ostpreußen) in der Kirchenprovinz Ostpreußen der Kirche der Altpreußischen Union, außerdem in die römisch-katholische Kirche der Stadt Hohenstein, Bistum Ermland, eingepfarrt.
Heute gehört Mierki kirchlicherseits auch zu der jetzt „Olsztynek“ genannten Stadt: zur dortigen römisch-katholischen Stadtkirche, die nun zum Dekanat Olsztynek im Erzbistum Ermland gehört als auch zur evangelischen Kirchengemeinde, die jetzt eine Filialgemeinde der Christus-Erlöser-Kirche Olsztyn in der Diözese Masuren der Evangelisch-Augsburgischen Kirche in Polen ist.

## Verkehr

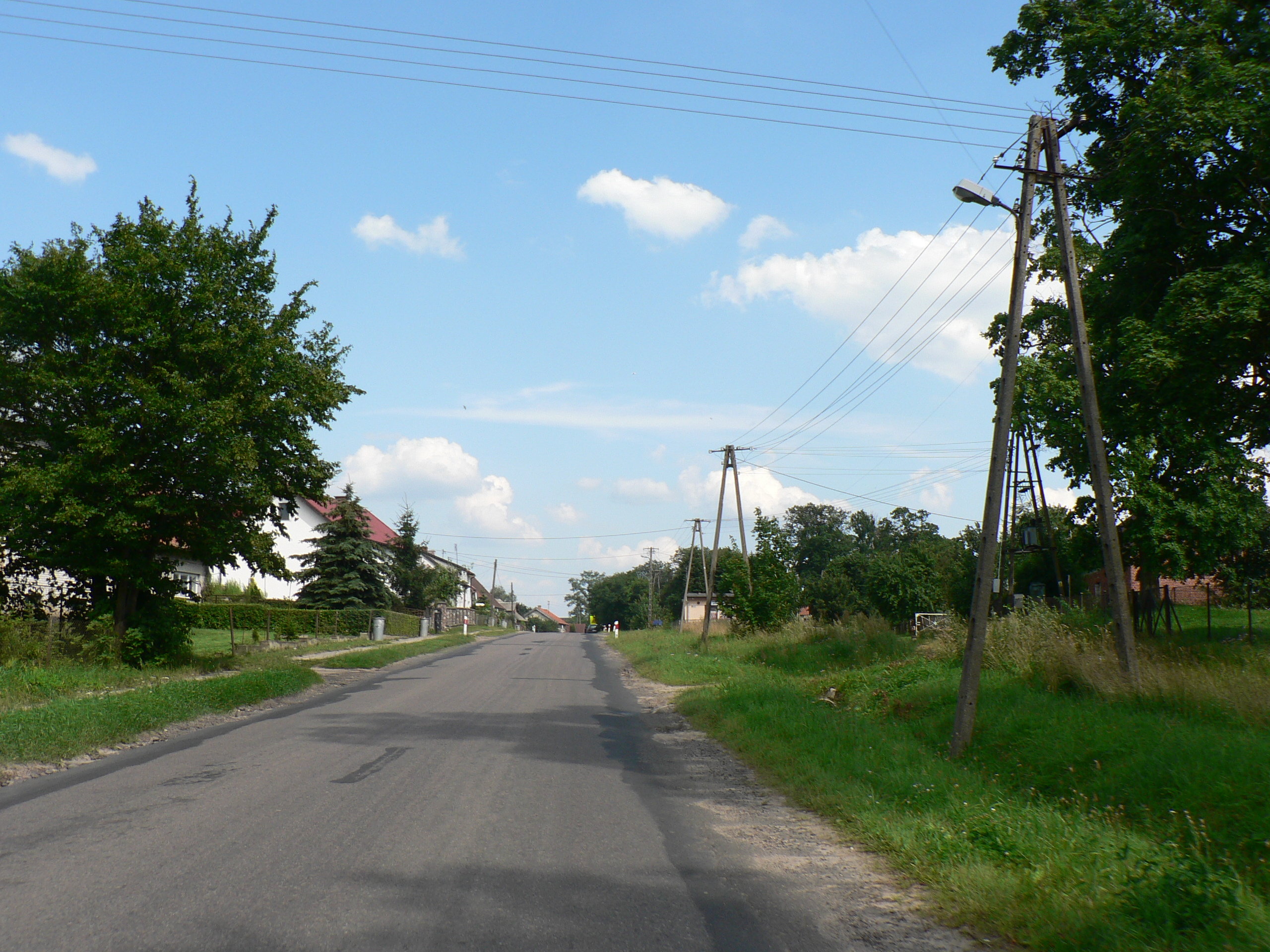
Durchfahrt der Landesstraße 58 durch Mierki

Mierki liegt an der verkehrstechnisch bedeutenden Landesstraße 58, die von Olsztynek nach Szczytno (Ortelsburg) und Pisz (Johannisburg) und weiter bis Szczuczyn in der Woiwodschaft Masowien führt. Eine Nebenstraße verbindet Mierki außerdem mit dem Nachbarort Zielonowo (Grünau) am Großen Plautziger See (polnisch Jezioro Pluszne Wielkie) in der Landgemeinde Stawiguda (Stabigotten).
Die nächste Bahnstation für Mierki ist die Stadt Olsztynek (Hohenstein i. Ostpr.) als Bahnstation an der Bahnstrecke Działdowo–Olsztyn (deutsch Soldau–Allenstein). Die einstige von Elbing (polnisch Elbląg) kommende und bis Hohenstein führende Bahnstrecke Ostróda–Olsztynek wurde 1945 in Kriegsfolge aufgegeben und demontiert.